# Aspidonotus spinosus
Aspidonotus spinosus är en insektsart som beskrevs av Gaspard Auguste Brullé 1835. Aspidonotus spinosus ingår i släktet Aspidonotus och familjen vårtbitare. Inga underarter finns listade i Catalogue of Life.